# They Don't Care About Us
They Don't Care About Us is een nummer van de Amerikaanse zanger Michael Jackson. Het kwam uit op Jacksons album HIStory: Past, Present And Future - Book I, en werd uitgegeven als derde single van dat album. 
Het nummer werd eerst in Europa op 15 maart 1996 op single uitgebracht. De VS, Canada, Australië, Nieuw-Zeeland en Japan volgden op 16 april. De single was echter wereldwijd minder succesvol dan zijn voorgangers You Are Not Alone en Earth Song.

### Tekst
De originele versie van het nummer zorgde ervoor dat Jackson werd beschuldigd van antisemitisme vanwege de volgende tekst:
Jew me, sue me, everybody do me
Kick me, kike me, don't you black or white me.
Michael Jackson reageerde op deze beschuldiging door duidelijk te stellen dat hij niet de bedoeling had om mensen van de Joodse gemeenschap aan te vallen. Hij stelde dat sommige van zijn vrienden Joods waren en dat racisme nooit bij hem zou opkomen. Ook verklaarde hij in een brief aan de Anti-Defamation League dat het nummer juist bedoeld was om te demonstreren tegen racisme en antisemitisme. Hij schreef: "Mijn intentie voor dit nummer was nee zeggen tegen racisme, dat geldt trouwens voor al mijn tot nog toe verschenen albums. Het idee dat mijn teksten iemand zouden kunnen schaden, is pijnlijk voor mij."
Desondanks bleef het nummer onder druk staan, zodat Jackson genoodzaakt was het album HIStory uit de markt te nemen om een deel van de tekst te herschrijven. Hierna gaf hij het album opnieuw uit, betaald uit eigen zak.

### Videoclip
In de originele videoclip van het nummer zong Michael Jackson in een gevangenis. MTV verwijderde de clip echter van haar playlist omdat het geweld vertoonde. Hierop maakten Jackson en regisseur Spike Lee een nieuwe versie van de clip, die zich afspeelde in Brazilië. In Nederland werd de videoclip destijds op televisie uitgezonden in de televisie versie van de Nederlandse Top 40 door SBS6 en door TMF.

## Hitlijsten
De single werd wereldwijd niet zo een grote hit als zijn voorgangers. In thuisland de Verenigde Staten bereikte de single de 30e positie in de Billboard Hot 100. In Nieuw-Zeeland werd de 9e positie bereikt en in Australië de 16e. In het Verenigd Koninkrijk werd de 4e positie in de UK Singles Chart bereikt en in Ierland de 7e. In Duitsland, Hongarije, Tsjechië en Italië bereikte de single zelfs de nummer 1-positie. In de Eurochart Hot 100 werd de 2e positie behaald.
In Nederland werd de single destijds veel gedraaid op de landelijke radiozenders en werd een hit. De single bereikte de 4e positie in zowel de Nederlandse Top 40 op Radio 538 als de publieke hitlijst; de Mega Top 50 op Radio 3FM.
In België bereikte de single de 9e positie in zowel de Vlaamse Ultratop 50 als de Vlaamse Radio 2 Top 30. In de Waalse Ultratop 50 werd de 3e positie behaald.
Sinds de editie van december 2011 staat de single genoteerd in de jaarlijkse NPO Radio 2 Top 2000 van de Nederlandse publieke radiozender NPO Radio 2, met als hoogste notering een 433e positie in 2015.

## Tracklist
1. "They Don't Care About Us" (Singleversie) – 4:43
2. "Rock with You" (Frankie's Favorite Club Mix Radio Edit) – 3:47
3. "Earth Song" (Hani's Radio Experience) – 3:33
4. "Wanna Be Startin' Somethin'" (Brothers in Rhythm House Mix) – 7:40

## Tweede single
In 1996 verscheen ook een tweede, zeldzame, single van They Don't Care About Us. Met daarop drie remixes van They Don't Care About Us en een remix van Beat It.

### Tracklist
1. "They Don't Care About Us" (Singleversie) - 4:43
2. "They don't Care About Us" (Track Masters remix) - 4:07
3. "They Don't Care About Us" (Charles Full Joint remix) - 4:56
4. "Beat It" (Moby's Sub Mix) - 6:11

## Hitnoteringen

### Nederlandse Top 40
Hitnotering: (week 1 t/m 12) 12-04-1996 t/m 05-07-1996. Hoogste notering: #4.

### Mega Top 50
| Hitnotering: (Week 1 t/m 12) 13-04-1996 t/m 06-07-1996 Hitnotering: (Week 13 t/m 14) 17-06-2006 t/m 30-06-2006 Hitnotering: (Week 15 t/m 20) 04-07-2009 t/m 14-08-2009 | Hitnotering: (Week 1 t/m 12) 13-04-1996 t/m 06-07-1996 Hitnotering: (Week 13 t/m 14) 17-06-2006 t/m 30-06-2006 Hitnotering: (Week 15 t/m 20) 04-07-2009 t/m 14-08-2009 | Hitnotering: (Week 1 t/m 12) 13-04-1996 t/m 06-07-1996 Hitnotering: (Week 13 t/m 14) 17-06-2006 t/m 30-06-2006 Hitnotering: (Week 15 t/m 20) 04-07-2009 t/m 14-08-2009 | Hitnotering: (Week 1 t/m 12) 13-04-1996 t/m 06-07-1996 Hitnotering: (Week 13 t/m 14) 17-06-2006 t/m 30-06-2006 Hitnotering: (Week 15 t/m 20) 04-07-2009 t/m 14-08-2009 | Hitnotering: (Week 1 t/m 12) 13-04-1996 t/m 06-07-1996 Hitnotering: (Week 13 t/m 14) 17-06-2006 t/m 30-06-2006 Hitnotering: (Week 15 t/m 20) 04-07-2009 t/m 14-08-2009 | Hitnotering: (Week 1 t/m 12) 13-04-1996 t/m 06-07-1996 Hitnotering: (Week 13 t/m 14) 17-06-2006 t/m 30-06-2006 Hitnotering: (Week 15 t/m 20) 04-07-2009 t/m 14-08-2009 | Hitnotering: (Week 1 t/m 12) 13-04-1996 t/m 06-07-1996 Hitnotering: (Week 13 t/m 14) 17-06-2006 t/m 30-06-2006 Hitnotering: (Week 15 t/m 20) 04-07-2009 t/m 14-08-2009 | Hitnotering: (Week 1 t/m 12) 13-04-1996 t/m 06-07-1996 Hitnotering: (Week 13 t/m 14) 17-06-2006 t/m 30-06-2006 Hitnotering: (Week 15 t/m 20) 04-07-2009 t/m 14-08-2009 | Hitnotering: (Week 1 t/m 12) 13-04-1996 t/m 06-07-1996 Hitnotering: (Week 13 t/m 14) 17-06-2006 t/m 30-06-2006 Hitnotering: (Week 15 t/m 20) 04-07-2009 t/m 14-08-2009 | Hitnotering: (Week 1 t/m 12) 13-04-1996 t/m 06-07-1996 Hitnotering: (Week 13 t/m 14) 17-06-2006 t/m 30-06-2006 Hitnotering: (Week 15 t/m 20) 04-07-2009 t/m 14-08-2009 | Hitnotering: (Week 1 t/m 12) 13-04-1996 t/m 06-07-1996 Hitnotering: (Week 13 t/m 14) 17-06-2006 t/m 30-06-2006 Hitnotering: (Week 15 t/m 20) 04-07-2009 t/m 14-08-2009 | Hitnotering: (Week 1 t/m 12) 13-04-1996 t/m 06-07-1996 Hitnotering: (Week 13 t/m 14) 17-06-2006 t/m 30-06-2006 Hitnotering: (Week 15 t/m 20) 04-07-2009 t/m 14-08-2009 | Hitnotering: (Week 1 t/m 12) 13-04-1996 t/m 06-07-1996 Hitnotering: (Week 13 t/m 14) 17-06-2006 t/m 30-06-2006 Hitnotering: (Week 15 t/m 20) 04-07-2009 t/m 14-08-2009 | Hitnotering: (Week 1 t/m 12) 13-04-1996 t/m 06-07-1996 Hitnotering: (Week 13 t/m 14) 17-06-2006 t/m 30-06-2006 Hitnotering: (Week 15 t/m 20) 04-07-2009 t/m 14-08-2009 | Hitnotering: (Week 1 t/m 12) 13-04-1996 t/m 06-07-1996 Hitnotering: (Week 13 t/m 14) 17-06-2006 t/m 30-06-2006 Hitnotering: (Week 15 t/m 20) 04-07-2009 t/m 14-08-2009 | Hitnotering: (Week 1 t/m 12) 13-04-1996 t/m 06-07-1996 Hitnotering: (Week 13 t/m 14) 17-06-2006 t/m 30-06-2006 Hitnotering: (Week 15 t/m 20) 04-07-2009 t/m 14-08-2009 | Hitnotering: (Week 1 t/m 12) 13-04-1996 t/m 06-07-1996 Hitnotering: (Week 13 t/m 14) 17-06-2006 t/m 30-06-2006 Hitnotering: (Week 15 t/m 20) 04-07-2009 t/m 14-08-2009 | Hitnotering: (Week 1 t/m 12) 13-04-1996 t/m 06-07-1996 Hitnotering: (Week 13 t/m 14) 17-06-2006 t/m 30-06-2006 Hitnotering: (Week 15 t/m 20) 04-07-2009 t/m 14-08-2009 | Hitnotering: (Week 1 t/m 12) 13-04-1996 t/m 06-07-1996 Hitnotering: (Week 13 t/m 14) 17-06-2006 t/m 30-06-2006 Hitnotering: (Week 15 t/m 20) 04-07-2009 t/m 14-08-2009 | Hitnotering: (Week 1 t/m 12) 13-04-1996 t/m 06-07-1996 Hitnotering: (Week 13 t/m 14) 17-06-2006 t/m 30-06-2006 Hitnotering: (Week 15 t/m 20) 04-07-2009 t/m 14-08-2009 | Hitnotering: (Week 1 t/m 12) 13-04-1996 t/m 06-07-1996 Hitnotering: (Week 13 t/m 14) 17-06-2006 t/m 30-06-2006 Hitnotering: (Week 15 t/m 20) 04-07-2009 t/m 14-08-2009 | Hitnotering: (Week 1 t/m 12) 13-04-1996 t/m 06-07-1996 Hitnotering: (Week 13 t/m 14) 17-06-2006 t/m 30-06-2006 Hitnotering: (Week 15 t/m 20) 04-07-2009 t/m 14-08-2009 | Hitnotering: (Week 1 t/m 12) 13-04-1996 t/m 06-07-1996 Hitnotering: (Week 13 t/m 14) 17-06-2006 t/m 30-06-2006 Hitnotering: (Week 15 t/m 20) 04-07-2009 t/m 14-08-2009 | Hitnotering: (Week 1 t/m 12) 13-04-1996 t/m 06-07-1996 Hitnotering: (Week 13 t/m 14) 17-06-2006 t/m 30-06-2006 Hitnotering: (Week 15 t/m 20) 04-07-2009 t/m 14-08-2009 |
| Week: | 1 | 2 | 3 | 4 | 5 | 6 | 7 | 8 | 9 | 10 | 11 | 12 | | 13 | 14 | | 15 | 16 | 17 | 18 | 19 | 20 | |
| --- | --- | --- | --- | --- | --- | --- | --- | --- | --- | --- | --- | --- | --- | --- | --- | --- | --- | --- | --- | --- | --- | --- | --- |
| Positie: | 24 | 13 | 7 | 4 | 4 | 5 | 10 | 14 | 25 | 28 | 36 | 47 | uit | 38 | 98 | uit | 59 | 24 | 39 | 55 | 64 | 98 | uit |

### NPO Radio 2 Top 2000
| Nummer met noteringen in de NPO Radio 2 Top 2000 | '11 | '12  | '13 | '14 | '15 | '16 | '17 | '18 | '19 | '20 | '21 | '22 | '23 | '24 |
| ------------------------------------------------ | --- | ---- | --- | --- | --- | --- | --- | --- | --- | --- | --- | --- | --- | --- |
| They Don't Care About Us                         | 806 | 1059 | 596 | 646 | 433 | 584 | 625 | 435 | 654 | 682 | 452 | 692 | 797 | 742 |

1. ↑  Een vetgedrukt getal geeft de hoogste notering aan.
2. ↑  2011 was het eerste jaar met een notering voor dit nummer.